# Escola de Engenharia da Universidade do Minho
Fundada em 1975, a Escola de Engenharia da Universidade do Minho (EEUM) tem-se empenhado com o mundo da investigação, do desenvolvimento e da inovação tendo hoje uma notável reputação como instituição internacional de ensino superior de engenharia. Por este percurso, e pela sua Visão, assume-se como um ator essencial da rede de instituições de ensino superior europeu. A EEUM desenvolve atividades pedagógicas, científicas e de transferência de conhecimento nos domínios da Engenharia e da Tecnologia. A Presidência da Escola está localizada no Campus de Azurém em Guimarães conjuntamente com a maioria dos seus departamentos e centros de investigação. Os departamentos de informática e engenharia biológica têm as suas instalações no Campus de Gualtar em Braga e o centro de investigação 3B’s tem a sua sede no Avepark, nas Taipas, Guimarães. Existem nove departamentos, os quais atuam nas áreas científicas da sua competência, oferecem cursos de 1º e 2º ciclos e possuem uma forte ligação com a indústria. As atividades de I&D&I (Investigação, Desenvolvimento e Inovação), incluindo a formação de 3º ciclo, estão organizadas de forma a garantir a integração de todos os docentes/investigadores nos seus nove centros de investigação.
A Universidade do Minho conquistou recentemente um lugar de destaque nos melhores rankings mundiais do ensino superior, nomeadamente o Times Higher Education 2015-2016, o Times Higher Education 100 under 50 University Ranking 2016 e o CWTS Leiden Ranking 2015. O reconhecimento do papel da EEUM também surge através de instâncias internacionais, consubstanciadas em rankings internacionais de excelência – e, a par da própria Universidade do Minho, a sua Escola de Engenharia surge no CWTS Leiden Ranking 2015 como a melhor Escola de Engenharia do País – é um ranking internacional de prestígio que avalia, a par das instituições como um todo, as suas áreas específicas – engenharia, neste caso.

## Ensino
A EEUM oferece um portefólio de projetos de ensino abrangendo as principais áreas de Engenharia e Tecnologia, com um elevado reconhecimento, nacional e internacional, sendo de destacar o elevado número de alunos dos projetos de 3º ciclo, com um número crescente de alunos estrangeiros. A oferta educativa inclui também cursos de pós-graduação, cujas características respondem às necessidades da indústria e serviços. Destacam-se ainda os projetos oferecidos e lecionados em parcerias nacionais ou internacionais, nomeadamente um Mestrado Europeu ”Análise Estrutural de Monumentos e Construções Históricas”, os cursos do Programa MIT-Portugal (Programas Doutorais em Bioengenharia e em Líderes para as Indústrias Tecnológicas) e do Programa CMU-Portugal (Programas Doutorais Informática MAP-i e Telecomunicações MAP-tele), e ainda os Programas Doutorais em parceria.

## Investigação
A EEUM detém um reconhecido estatuto ao nível da investigação nos seus 9 centros de I&D. Os centros são periodicamente avaliados pela Fundação para a Ciência e Tecnologia (FCT). Em 2016, mais de 90% dos seus investigadores estão integrados em candidaturas a financiamento da FCT classificadas como Excecional, Excelente e Muito Bom. Os centros 3B’s, HASLab e IPC integram os Laboratórios Associados ICVS/3B’s, INESC TEC e o Instituto de Nanoestruturas, Nanomodelação e Nanofabricação, respetivamente.

## Interação com a Sociedade
A vertente da interação com a sociedade continua a ser uma marca identitária da Escola, procurando focar a interação com o tecido industrial e serviços em domínios de competências de excelência, alinhados com as suas áreas estratégicas. A EEUM assume uma estratégia de valorização do conhecimento, de promoção do empreendedorismo, de promoção cultural e de intervenção efetiva na área social.

## Departamentos
A Escola de Engenharia possui 9 Departamentos.
- Departamento de Engenharia Biológica (DEB), responsável pelos cursos de mestrado integrado em Engenharia Biológica e Engenharia Biomédica, mestrado em Gestão Ambiental, Bioinformática, Bioentecnologia, Micro/Nano Tecnologias e Tecnologia e Ciência Alimentar, e programa doutoral em Engenharia Química e Biológica, Engenharia Biomédica, Bioengenharia (Programa MIT-Portugal), Ciência e Tecnologia Alimentar e Nutrição. Em colaboração com os Centros de Investigação CTAC e CT2M, promove ainda o programa doutoral em Gestão e Tratamento de Resíduos.
- Departamento de Engenharia Civil (DEC), responsável pelos cursos de mestrado integrado em Engenharia Civil, mestrado Erasmus Mundus em Análise Estrutural de Monumentos e Construções Históricas, Engenharia Urbana, Sustentabilidade do Ambiente Construído, Construção e Reabilitação Sustentáveis, Engenharia de Estruturas, Gestão de Projetos de Engenharia, Gestão Sustentável do Ciclo Urbano da Água, e ainda o programa doutoral em Engenharia Civil e em Sustentabilidade do Ambiente Construído. Em colaboração com os Centros de Investigação CEB e CT2M, promove ainda o programa doutoral em Gestão e Tratamento de Resíduos.
- Departamento de Eletrónica Industrial (DEI), responsável pelos cursos de mestrado integrado em Engenharia Eletrónica Industrial e Computadores, Engenharia de Telecomunicações e Informática, Engenharia Biomédica, e Engenharia Física, mestrado em Engenharia Mecatrónica, Micro/Nano Tecnologias e Engenharia de Redes e Serviços Telemáticos, e ainda, em colaboração com os Centros de investigação ALGORITMI e 3B's os programas doutorais em Engenharia Eletrónica e de Computadores, Telecomunicações MAP-tele e Engenharia Biomédica, e em colaboração com a Bosch Car Multimedia, o programa doutoral em Sistemas Avançados de Engenharia para a Indústria.
- Departamento de Engenharia Mecânica (DEM), responsável pelos cursos de mestrado integrado em Engenharia Mecânica, Engenharia de Materiais e Engenharia Biomédica, mestrado em Engenharia Mecatrónica, Micro/Nano Tecnologias, Engenharia do Produto e Engenharia e Gestão da Qualidade, e ainda os programas doutorais em Engenharia Mecânica e Engenharia de Materiais (em colaboração com o Centro de Investigação CT2M). Promove ainda o programa doutoral em Gestão e Tratamento de Resíduos e Materiais e Processamento Avançados, em colaboração com o centros de investigação CT2M.
- Departamento de Engenharia de Polímeros (DEP), responsável pelos cursos de mestrado integrado em Engenharia de Polímeros, Engenharia de Materiais e Engenharia Biomédica, mestrado em Micro/Nano Tecnologias e Engenharia do Produto. O DEP promove ainda os programa doutorais em Ciência e Engenharia de Polímeros e Compósitos, Engenharia de Tecidos, Medicina Regenerativa e Células Estaminais, e Engenharia Biomédica, em colaboração com os Centros de Investigação IPC e 3B's;
- Departamento de Engenharia Têxtil (DET), responsável pelos cursos de licenciatura em Design e Marketing de Moda, mestrado integrado em Engenharia Têxtil, mestrado em Química Têxtil, Design e Marketing, Design e Comunicação de Moda, Micro/Nano Tecnologias e Engenharia e Gestão da Qualidade. Em colaboração com o Centro de Investigação 2C2T, promove ainda os programas doutorais em Engenharia Têxtil e Design de Moda;
- Departamento de Informática (DI), responsável pelos cursos de Mestrado Integrado em Engenharia Informática, em Engenharia das Telecomunicações e Informática, em Física, e em Engenharia de Telecomunicações e Informática; Mestrado em Bioinformática, Engenharia Informática, Micro/Nano Tecnologias, Engenharia de Redes e Serviços Telemáticos, e Empreendorismo em Tecnologias e Serviços de Informação; e ainda os programas doutorais Informática MAP-i, Telecomunicações MAP-tele, Informática, e Engenharia Biomédica (em colaboração com os Centros de Investigação ALGORITMI e HASLab);
- Departamento de Produção e Sistemas (DPS), responsável pelos cursos de mestrado integrado em Engenharia e Gestão Industrial, mestrado em Engenharia Humana, Engenharia de Sistemas, Engenharia Industrial (com quatro especialidades: Logística e Distribuição; Gestão Industrial; Qualidade, Segurança e Manutenção; Avaliação e Gestão de Projetos e da Inovação), Engenharia e Gestão da Qualidade, e Gestão de Projetos de Engenharia. Em colaboração com o Centro de Investigação ALGORITMI, promove ainda os programas doutorais em Engenharia Industrial e de Sistemas, em Otimização de Sistemas Industriais e de Serviços; e em colaboração com a Bosch Car Multimedia, o programa doutoral em Sistemas Avançados de Engenharia para a Indústria;
- Departamento de Sistemas de Informação (DSI), responsável pelo curso de mestrado integrado em Engenharia e Gestão de Sistemas de Informação, mestrados em Sistemas de Informação, e em Empreendorismo em Tecnologias e Serviços de Informação. Em colaboração com o Centro de Investigação ALGORITMI, promove ainda o programa doutoral em Tecnologias e Sistemas de Informação. O DSI é co-promotor de outros ciclos de estudos, nomeadamente: Mestrado Integrado em Engenharia de Telecomunicações e Informática; Mestrado em Gestão de Projetos em Engenharia, e em Tecnologia e Arte Digital; Programa Doutoral em Telecomunicações (MAP-tele).

## Centros de Investigação

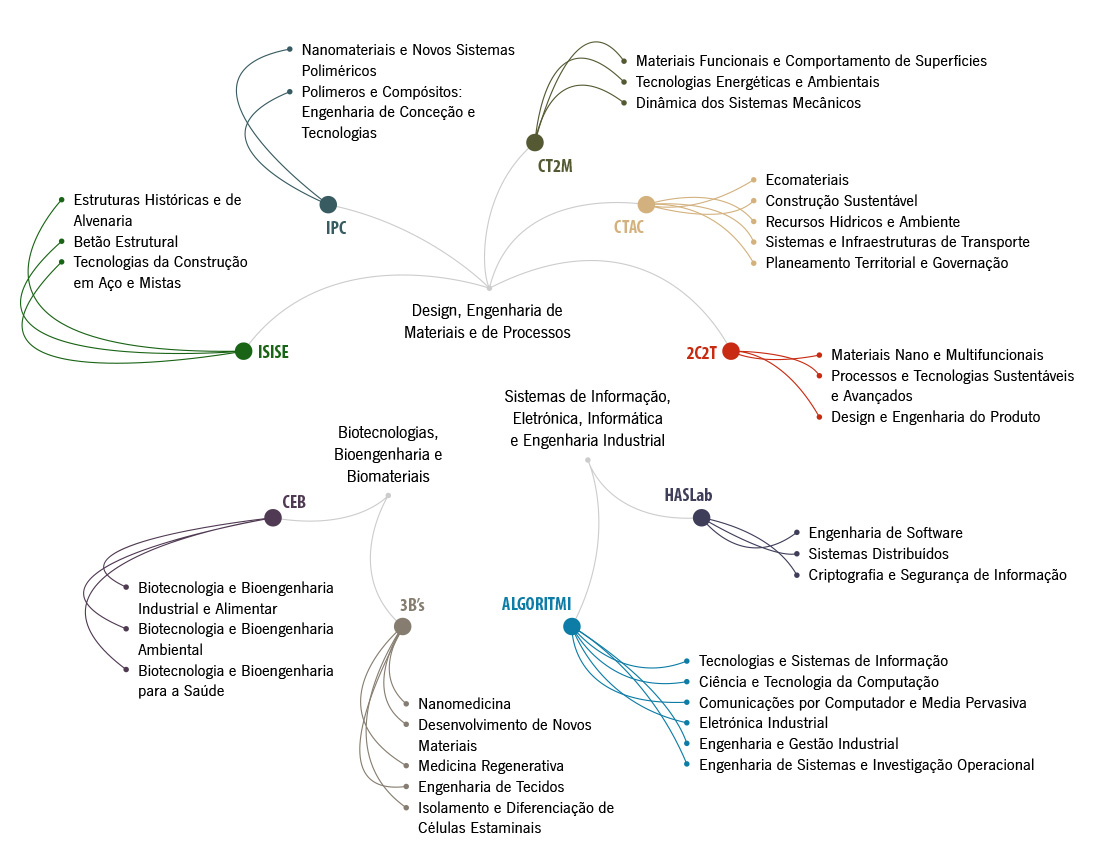
Visualização dos Centros e Áreas de Investigação da Escola de Engenharia.

A Escola de Engenharia organiza a investigação de forma estruturada para garantir a integração de todos os docentes/investigadores em Centros de Investigação da própria Universidade.

As atividades de Investigação e Desenvolvimento da Escola de Engenharia são coordenadas em 9 Centros de Investigação.
- Centro de Investigação ALGORITMI (ALGORITMI): o Centro de Investigação ALGORITMI desenvolve atividade de I&D no âmbito de quatro áreas principais: Sistemas de Informação, Tecnologias de Computação; Eletrónica, Energia, Robótica; Redes de Computadores, Computação Pervasiva; Investigação Operacional, Engenharia e Gestão Industrial. O ALGORITMI está organizado num conjunto de Grupos de Investigação, com estratégias próprias, mas mantendo uma filosofia aberta que promove a interdisciplinaridade entre os seus membros.
- Centro de Ciência e Tecnologia Têxtil (2C2T): o Centro de Ciência e Tecnologia Têxtil iniciou a sua atividade em 1978, sendo a primeira unidade de I&D especializada na área de Engenharia e Design de Materiais Fibrosos em Portugal. O objetivo estratégico do 2C2T é promover a competitividade da indústria europeia com base no conhecimento em ciência e engenharia dos materiais fibrosos e processos associados. A I&D é desenvolvida em sintonia com as necessidades da indústria, envolve equipas multidisciplinares e os resultados traduzem-se em numerosas publicações científicas, patentes e protótipos.
- Centro de Engenharia Biológica (CEB): o Centro de Engenharia Biológica é uma unidade de investigação que combina ciências exatas, naturais e do ambiente com ciências da saúde e da vida e com ciências de engenharia, para um conjunto alargado de aplicações nos domínios da biotecnologia e da bioengenharia, no sentido de obter produtos ou processos de valor acrescentado nos setores agroalimentar, do ambiente e energia, do mar, da biotecnologia, da química fina e industrial, e da biomedicina e saúde.
- Centro de Investigação em Biomateriais, Biodegradáveis e Biomiméticos (3B's): A investigação levada a cabo no Centro de Investigação em Biomateriais, Biodegradáveis e Biomiméticos tem como principal objetivo o desenvolvimento de novos biomateriais biodegradáveis e/ou biomiméticos, bem como a sua combinação com células para aplicações em Engenharia de Tecidos e Medicina Regenerativa. Estudam-se ainda soluções que possam dar origem a aplicações clínicas, nomeadamente na regeneração e substituição de diversos tecidos humanos e (nano ou micro) sistemas para libertação controlada de fármacos ou outros agentes bioativos. O Centro de Investigação 3B’s integra o Laboratório Associado “ICVS/3B’s”.
- Centro de Investigação em Software Confiável (HASLab): Muitos dos serviços essenciais na nossa sociedade, incluindo setores como a saúde e a educação, o sistema financeiro e as redes de abastecimento de água e energia elétrica, dependem de forma crítica de sistemas de informação que todos esperam que sejam confiáveis. O Centro de Investigação em Software Confiável contribui ativamente para esse propósito com investigação e desenvolvimento nas seguintes áreas da Informática e Ciências da Computação: Engenharia de Software (métodos formais e técnicas para o desenvolvimento rigoroso de software), Sistemas Distribuídos (técnicas escaláveis para a gestão de dados e sistemas de suporte a cloud computing e data science) e Criptografia e Segurança da Informação (segurança demonstrável de esquemas e protocolos criptográficos; linguagens e ferramentas de implementação e verificação de software criptográfico).
- Centro de Território, Ambiente e Construção (CTAC): O Centro de Território, Ambiente e Construção promove atividade científica interdisciplinar em áreas ligadas ao desenvolvimento sustentável de cidades e do território. Os principais objetivos do CTAC incluem a produção de novo conhecimento em todas as áreas científicas que contribuam para a visão geral do projeto S4cities – cidades sustentáveis, inteligentes, seguras e acolhedoras, considerando todas as infraestruturas (transportes, água e resíduos) e o território, de modo a proporcionar uma melhoria da qualidade de vida. As metodologias aplicadas de I&D incluem simulações por computador, ensaios em laboratório, modelos físicos e trabalhos de campo.
- Centro de Tecnologias Mecânicas e de Materiais (CT2M): A missão do Centro de Tecnologias Mecânicas e de Materiais é contribuir para o avanço do conhecimento científico em engenharia mecânica, em particular nas áreas científicas dos sistemas mecânicos e biomecânicos, tecnologias do ambiente e energia e materiais funcionalizados. O CT2M pretende igualmente disponibilizar o conhecimento à comunidade científica, através de publicações em revistas científicas internacionais e conferências, e em parcerias com a indústria, estabelecendo projetos conjuntos de investigação e protocolos de transferência de tecnologia.
- Instituto de Polímeros e Compósitos (IPC): O Instituto de Polímeros e Compósitos (IPC/i3N) tem como missão contribuir para o avanço na ciência e tecnologia de polímeros e compósitos, auxiliando na geração de valor acrescentado para a indústria portuguesa, através da aplicação de resultados de I&D e da sua transferência para o setor económico, bem como a formação de recursos humanos altamente qualificados, e a promoção do papel e da importância dos materiais poliméricos na sociedade. O IPC/i3N integra o Laboratório Associado i3N, Instituto de Nanoestruturas, Nanomodelação e Nanofabricação, unidade de investigação classificada como “Excecional” pela Fundação para a Ciência e Tecnologia, FCT (2014). A atividade de investigação do IPC/i3N desenvolve-se em torno de duas vertentes principais: uma ligada à Ciência e Engenharia de Polímeros e Compósitos e a outra às Nanociências e Nanotecnologias com estes materiais.
- Instituto para a Sustentabilidade e Inovação em Estruturas de Engenharia (ISISE): O Instituto para a Sustentabilidade e Inovação em Estruturas de Engenharia foi criado em 2007, envolvendo os grupos de Estruturas dos Departamentos de Engenharia Civil das Universidades de Coimbra e do Minho. A presença de membros de outras instituições do ensino superior permite criar uma rede nacional. O ISISE aborda a engenharia estrutural de uma forma atual, incluindo verificação de segurança, funcionalidade, eficiência e meio ambiente. Esta abordagem holística, que inclui a superestrutura e infraestrutura, permite desenvolver sistemas estruturais mais eficientes e competitivos. Esta abordagem envolve também, entre outros campos da ciência, ciência dos materiais, tecnologia da construção e análise do ciclo de vida. O objetivo principal é o aumento do desempenho estrutural na Engenharia Civil, a partir de uma perspetiva de tecnologia avançada, inovação e um lema: desde os materiais até ao desempenho ao nível do ciclo de vida.

## Revista ENGIUM

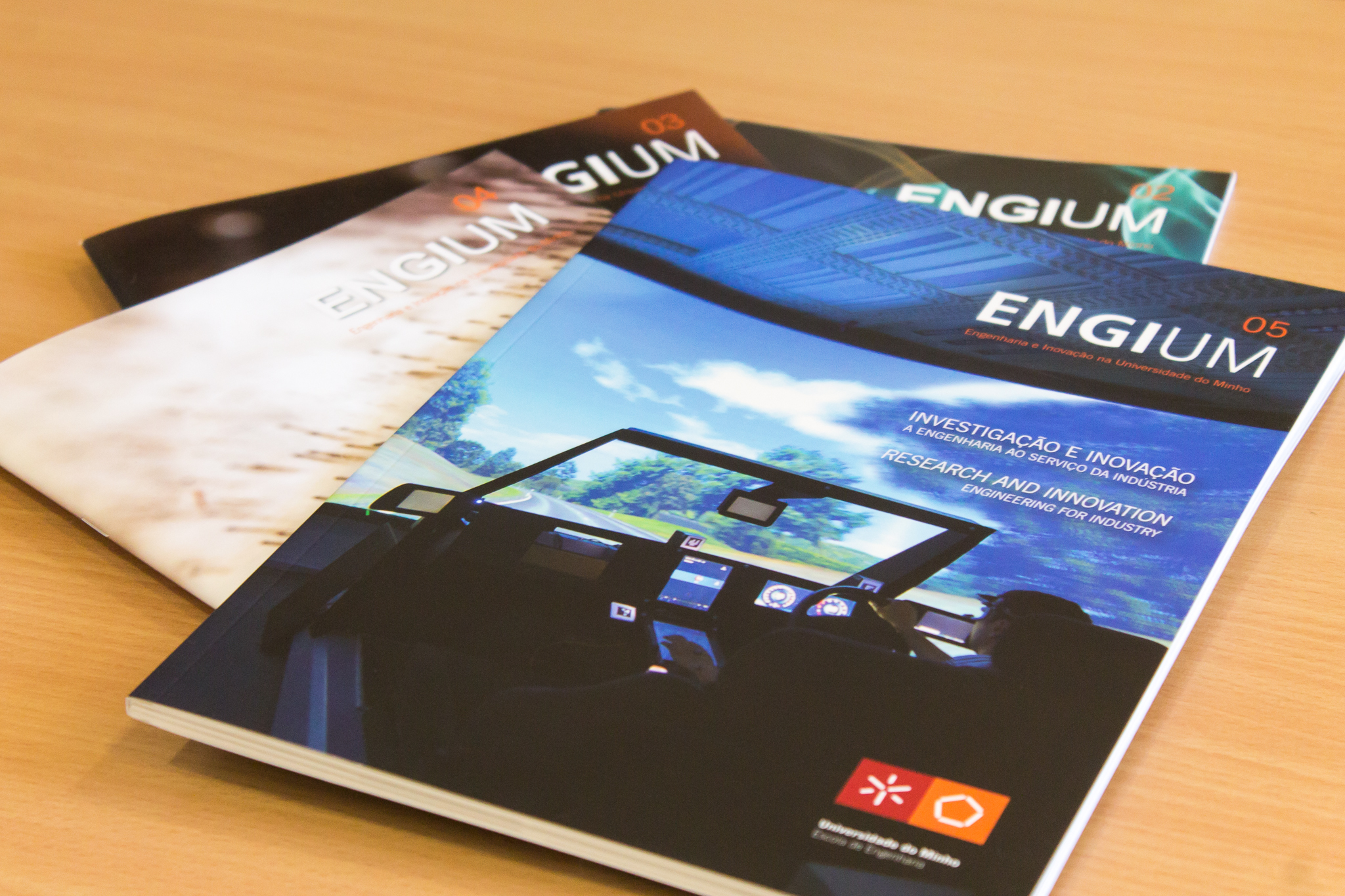
Edição impressa da revista ENGIUM

A revista ENGIUM – Engenharia e Inovação na Universidade do Minho, publicação anual, pretende constituir um elemento fundamental da divulgação da atividade científica da EEUM, apresentando os seus centros de investigação, o que fazem, que projetos desenvolvem e de que forma a sua atividade contribui para a criação de soluções para problemas e desafios da sociedade atual.